# جایزه شوالیه آزادی
جایزه شوالیه آزادی (انگلیسی: Knight of Freedom Award) یک جایزه بین‌المللی لهستانی است که سالانه به «چهره‌های برجسته‌ای که ارزشهای معرفی شده توسط ژنرال کاسیمیر پولاسکی که عبارتند از آزادی، عدالت و دموکراسی» را ترویج کنند اعطا می‌شود. اعطای جایزه که از سال ۲۰۰۵ به راه افتاده، توسط بنیاد کاسیمیر پولاسکی انجام می‌شود. این بنیاد یک مرکز پژوهش غیرانتفاعی است که در زمینه سیاست خارجی و امنیت بین‌المللی تخصص دارد. کمیته جایزه به ریاست زبیگنیو پیسارسکی، رئیس بنیاد کاسیمیر پولاسکی، شمشیر دست‌سازی را به برندگان جایزه تقدیم می‌کند، که نمونه بازسازی شده شمشیری است که ژنرال پولاسکی بکار می‌برده. مراسم اعطای جایزه هر سال هنگام تشکیل مجمع امنیتی ورشو اجرا می‌شود و جایزه بعنوان یکی از مهم‌ترین جوایز سیاست خارجی و حقوق بشر لهستان تلقی می‌گردد.

## برندگان جایزه
| سال  | برنده جایزه      | تصویر                 | ملیت          | تقدیر از خدمات                                                      | منبع  |
| ---- | ---------------- | --------------------- | ------------- | ------------------------------------------------------------------- | ----- |
| ۲۰۱۸ | آندرس فو راسموسن | Anders Fogh Rasmussen | دانمارک       | برای فعالیت‌هایش در زمینه یک پارچه‌سازی اروپا و ترویج ارزش‌های اروپایی | [ ۳ ] |
| ۲۰۱۷ | مری رابینسون     | Mary Robinson         | جمهوری ایرلند | به‌منظور مبارزه بی‌نظیرش برای حقوق بشر و ارزش‌های جهانی                | [ ۴ ] |